# 南谷郁
南谷 郁（みなみたに いく、9月12日 - ）は、日本の漫画家。新潟県出身。女性。既婚者。血液型AB型。デビュー作は『かく恋慕』。

## 略歴
- 2011年 - 第78回マーガレットNEWまんがゼミナール入選受賞。受賞作である『かく恋慕』でデビューした。

## 作品リスト
特記する作品以外集英社、マーガレットコミックスから刊行されている。
- 春夏秋冬（2013年2月25日発売[3]、ISBN 978-4-08-846893-8）
  - おバカな私のおかしな愛し方（『マーガレット』2012年13号）
  - ナントカのはじまりのキス（『マーガレット』2011年21号別冊ふろく『みんなのキス』）
  - 瞬間的エンドロール（『マーガレット』2012年17号）
  - 黄金のリンゴ（『マーガレット』2012年21号）
  - 雪夜行（『ザ マーガレット』2013年2月号）
  - トケナイ距離（『マーガレット』2012年3・4合併号）
  - かく恋慕（『ザ マーガレット』2011年8月号、デビュー作）
- 黄金のリンゴ（2013年8月23日発売[4]、『マーガレット』2013年10号 - 16号、ISBN 978-4-08-845082-7、全1巻）黄金のリンゴ －実ができるまで－（『マーガレット』2013年6号）
- はなむすび[注 1]（2014年6月25日発売[5]、『マーガレット』2014年6号[6] - 11号[7]、ISBN 978-4-08-845227-2、全1巻）
  - はなむすび 番外編（『ザ マーガレット』2014年8月号）
  - はなむすび×黄金のリンゴ（描きおろし）
- 君繋ぎホタル[注 2]（2014年11月25日発売[8]、『マーガレット』2014年16号[9] - 22号[10]、ISBN 978-4-08-845299-9、全1巻）
- 桐鷹高校男子寮（マーガレットコミックスDIGITAL、全5巻）
  1. 全×慧-桜色レジデンス-（2017年9月20日発売[11]、『ザ マーガレット』2016年6月号[12]）
  2. 全×慧-桜色レジデンス-（2017年9月20日発売[13]、『マーガレット』2016年14号[14][15]）
  3. 桜介×凌-サクラブリッツ-（2017年9月20日発売[16]、『マーガレット』2017年13号[17][18][19]）
  4. 桜介×凌-サクラブリッツ-（2017年9月20日発売[20]、『マーガレット』2017年14号 - 15号）
  5. 桜介×凌-サクラブリッツ-（2017年9月20日発売[21]、『マーガレット』2017年16号[22]）
    - 詳しくは、メガネを外したあとで。[23][24][25]（『マーガレット』2016年17号別冊ふろく『ICECREAM,SUMMER,L♡VE. とろけるような夏恋、ください』）
- 桜色レジデンス-イケメン男子寮のアオハルライフ-[26]（『デジタルマーガレット』2018年5月4日配信[27] - 2019年2月17日配信[28]、マーガレットコミックスDIGITAL、全10巻）
  1. 2019年7月25日発売[29]
  2. 2019年7月25日発売[30]
  3. 2019年7月25日発売[31]
  4. 2019年8月23日発売[32]
  5. 2019年8月23日発売[33]
  6. 2019年8月23日発売[34]
  7. 2019年8月23日発売[35]
  8. 2019年9月25日発売[36]
  9. 2019年9月25日発売[37]
  10. 2019年9月25日発売[38]
    - 桜色レジデンス-next room-[39]（『ザ マーガレット』2018年2月号）
- 甘すぎてずるいキミの溺愛。（原作：みゅーな**、スターツ出版、2020年 - 2022年、全4巻）
  1. 2020年10月9日発売[40]（『noicomi』2020年vol.20[41]、2020年vol.22、2020年vol.25、2020年vol.28、2020年vol.31）
  2. 2021年3月12日発売[42]（『noicomi』2020年vol.33、2020年vol.35、2020年vol.37、2021年vol.39、2021年vol.41）
  3. 2021年8月13日発売[43]（『noicomi』2021年vol.44、2021年vol.46、2021年vol.48、2021年vol.50、2021年vol.52）
  4. 2022年2月11日発売[44]（『noicomi』2021年vol.56、2021年vol.58、2021年vol.60、2021年vol.62、2022年vol.64[45]）

### イラスト
- この恋は、きみの嘘からはじまった。（2022年6月25日発売[46][47]、著者：まは。、ISBN 978-4-8137-1283-1）
- この夢がさめても、君のことが好きで、好きで。（2022年10月25日発売[48]、著者：小春りん、ISBN 978-4-8137-1339-5）
- 君の世界からわたしが消えても。(2023年10月28日発売、著者：羽衣音ミカ、ISBN 978-4-8137-1496-5)

### 単行本未収録作品
- 崩壊ビターフェイス（『マーガレット』2011年22号別冊ふろく『俺惚 俺に惚れろ!』）
- Forever Dream 〜ゆきりんストーリー〜[49]（『マーガレット』2013年5号）
- 僕が死ぬまでつきあって。[50]（『ザ マーガレット』2015年8月号）
- サクラブリッツ（『マーガレット』2017年19号[51] - 20号）

## 関連人物
- 岩ちか[52][53] - アシスタント経験先。